# Amieva

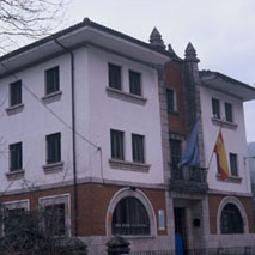
The Town Hall

Amieva là một đô thị ở cộng đồng tự trị Asturias, Tây Ban Nha.
Amieva có dân số 868 (2005) và mật độ dân số là 8 người/km². Diện tích 114 km².

## Chính trị
|      | PSOE | PP | Đảng khác | Tổng |
| ---- | ---- | -- | --------- | ---- |
| 2003 | 5    | 2  | 0         | 7    |
| 2007 | 4    | 3  | 0         | 7    |

## Giáo khu
Amieva gồm 5 giáo khu:
- Amieva
- Argolibio
- Mián
- San Román
- Sebarga

## Nhân khẩu
|                                                                     |
| Instituto Nacional de Estadística de España - grafics for Wikipedia |